# Alfred Brunon Bem
Alfred Brunon Bem ps Zamięcki, Stolarski, Karłowicz (ur. 12 lutego 1900 w Łodzi, zm. 25 grudnia 1937 w Moskwie) – polski działacz komunistyczny i związkowy pochodzenia niemieckiego.

## Życiorys

### Wczesne lata
Urodził się na łódzkich Bałutach w rodzinie Gustawa Böhma i Emmy z domu Fennig. Niedługo po narodzinach Alfreda rodzina Böhmów przeniosła się do Gostynina, skąd zresztą pochodziła. W mieście tym zajmowali miejsce lokalnej elity. Ojciec Alfreda, Gustaw był nauczycielem i kierownikiem szkoły, a także radnym miejskim. Matka, Emma prowadziła sklep z galanterią i księgarnię. Młody Alfred od najmłodszych lat przejawiał zainteresowania społeczno-polityczne. Czuł sympatię do Józefa Piłsudskiego i był członkiem Polskiej Organizacji Wojskowej. Uczył się w gimnazjum w Gostyninie, które ukończył w 1919 roku. W tym samym roku rozpoczął studia prawnicze na Uniwersytecie Warszawskim, ale przerwał je rok później. W czasie wojny polsko-bolszewickiej zgłosił się na ochotnika do Wojska Polskiego. Nie został jednak wysłany na front, ale przydzielony został do baterii zapasowej 15 pac i ledwie kiedy przyjechał z nią na zgrupowanie szkoleniowe w październiku, z wojska został zwolniony, wobec zawieszenia broni na froncie.

### Działalność w II RP
W styczniu 1921 roku przeniósł się do Poznania, gdzie kontynuował studia prawnicze na Uniwersytecie Poznańskim. Bardzo szybko odnalazł się w środowisku radykalnie nastrojonej młodzieży studenckiej, wśród której był także jego łódzki krewny Oskar Schwab. W tym czasie współtworzył Organizację Młodzieży Postępowej, która później została wcielona do ogólnopolskiego Związku Niezależnej Młodzieży Socjalistycznej. Poznański oddział ZNMS był jednym z największych i najbardziej radykalnych w kraju.
Od 1922 roku organizował struktury Komunistycznej Partii Robotniczej Polski w Poznaniu. Jesienią 1922 w Grudziądzu i Toruniu prowadził agitację wyborczą na rzecz komunistycznych kandydatów w wyborach do Sejmu i Senatu z listy Związku Proletariatu Miast i Wsi, za co w 1923 stanął przed sądem w Toruniu. Został uniewinniony. W 1924 wyjechał do Grudziądza, gdzie dzięki rodzinnym koneksjom został dyrektorem w Towarzystwie Ubezpieczeniowym „Snop”.
Do Poznania powrócił w październiku 1925 roku. Od tego czasu Bem angażował się w tworzenie związków zawodowych m.in. Ogólnopolskiego Związku Zawodowego Pracowników Transportowych i Ekspedycyjnych. Wspólnie z żoną i Kazimierzem Badowskim reaktywował działalność istniejącego wcześniej w Poznaniu Domu Robotniczego. Prowadził tam wykłady, a jego żona pomagała odrabiać lekcje z dziećmi robotników. We wrześniu 1926 został aresztowany, ale z braku dowodów winy oraz masowych protestów robotników po upływie 2 tygodni został zwolniony. W 1926 został ostatecznie relegowany z Uniwersytetu Poznańskiego z zakazem kontynuowania studiów na wszystkich uczelniach w kraju. Miał być to ogromny cios dla jego ambicji. Od 7 września do 3 października 1927 w Poznaniu toczył się kolejny proces Bema, również zakończony uniewinnieniem.
W październiku 1927 podjął próbę legalizacji działalności komunistycznej; w tym celu utworzył w Poznaniu lokalne struktury PPS–Lewicy, stając na czele Okręgowego Komitetu Wykonawczego partii. Od stycznia do marca 1928, a więc w okresie wyborów, przebywał w areszcie, a po zwolnieniu przeniósł się do Krakowa, gdzie 18 grudnia 1927 został członkiem Centralnego Komitetu Wykonawczego PPS-Lewicy. W lipcu 1928 ponownie aresztowany i skazany w Poznaniu na rok twierdzy, a rok później w Bydgoszczy na 2 lata ciężkiego więzienia.
Alfred Brunon Bem często wykorzystywał swoje umiejętności oratorskie. Jego przemówienia porywały i dawały mu dużą popularność. Był uważany za głównego przywódcę komunistów w Poznaniu – jak wspominał inny przedwojenny działacz komunistyczny Jan Brygier: W Poznaniu komunistów nazywano bemowcami.

### Działalność w ZSRR
Z odbywania kary został czasowo zwolniony, po czym w listopadzie 1929 wyjechał do ZSRR. Tam używał nazwiska Alfred Stolarski lub Alfred Karłowicz. W Moskwie ukończył wszechzwiązkową szkołę partyjną (WPSz), po czym od marca 1930 do kwietnia 1931 był zastępcą kierownika sekcji bałkańskiej w Międzynarodówce Związkowej (Profintern). Od 1931 do 1936 był sekretarzem Międzynarodowej Organizacji Marynarzy i Robotników Portowych. Z racji pełnienia funkcji często wyjeżdżał za granicę do miast portowych w Hiszpanii, Francji czy Niemczech.

#### Śmierć
W okresie „wielkiej czystki” 25 lipca 1936 został aresztowany przez NKWD. 25 grudnia 1937 pod zarzutem udziału w dywersyjno-terrorystycznej organizacji szpiegowskiej został skazany na śmierć przez Kolegium Wojskowe Sądu Najwyższego ZSRR. W ostatnim słowie miał powiedzieć:
Popełniłem w życiu różne błędy, ale nie czyni błędów tylko ten, kto nic nie czyni. Nie przyznaję się do winy. Wierzę, że nadejdą czasy, kiedy będą o mnie mówić jak o najlepszym komuniście.
Tego samego dnia rozstrzelany. Ciało zostało skremowane w krematorium na Cmentarzu Dońskim, prochy pochowano anonimowo.
Postanowieniem Kolegium Wojskowego SN ZSRR z 19 listopada 1955 został pośmiertnie zrehabilitowany.

## Upamiętnienie
W 1960 roku na zaproszenie KW PZPR przyjechała z Moskwy do Poznania córka Alfreda Bema, Danuta Stolarska. W związku z tym wydarzeniem i obchodzonymi w tym czasie uroczystościami pierwszomajowymi zaproponowano, aby przemianować Drogę Dębińską na ul. Alfreda Bema.
W 1962 roku Alfred Bem został patronem Szkoły Podstawowej nr 78 w Poznaniu.

## Życie prywatne
W 1925 roku w Gnieźnie zawarł związek małżeński z nauczycielką Ireną Nowakowską, która również była działaczką komunistyczną. Po zamordowaniu męża, została zesłana do kobiecego łagru w Akmolińsku (dzisiaj Astana), gdzie zmarła w 1943 roku. Z tego związku urodziły się dwie córki – Magdalena (1926-1932) i Danuta(1928-2011). Młodsza z nich zrobiła karierę w Związku Radzieckim jako aktorka.